# Forteresse aldobrandesque (Scarlino)
La Forteresse aldobrandesque (en italien ; Rocca Aldobrandesca), aussi connue sous les noms de Rocca Pisana ou Castello di Scarlino est située à Scarlino, dans la province de Grosseto en Toscane,.

## Histoire
Le château a été construit comme forteresse au Xe siècle, à la demande des Aldobrandeschi, dans une zone qui donnera naissance à des découvertes de l'ère préhistorique .
Le complexe est resté la propriété de la famille Aldobrandeschi jusqu'à la fin du XIIIe siècle, à l'exception d'un passage bref et temporaire à la famille Alberti de Mangona.
Entre la fin du XIIIe siècle et le début du XIVe siècle, le château fut donné aux Pisans qui le contrôlèrent pendant près d'un siècle ; c'est à cette époque que le complexe est entièrement restructuré.
En 1398, Scarlino et sa forteresse sont devenues une partie de la Principauté de Piombino, sous la juridiction de laquelle elle est restée jusqu'en 1815, année où elle est définitivement devenue une partie du Grand-duché de Toscane.
Après une longue période de détérioration qui a compromis une partie de l'ancienne fortification, d'importantes interventions de restauration ont été menées dans les dernières années du XXe siècle qui ont permis de sauver le complexe, en essayant de lui redonner son ancienne gloire.

## Description
L'ensemble du complexe, entièrement recouvert de pierre, repose sur des structures beaucoup plus anciennes qui témoignent des origines du Haut Moyen Âge.
Il est situé dans une position dominante par rapport à la ville, la zone sud des collines métallifères de Grosseto et la partie nord de la Maremme de Grosseto ; il apparaît sous la forme d'imposantes ruines récupérées grâce aux travaux de restauration menés au cours des deux dernières décennies du XXe siècle.
Le complexe actuel, datant de la restructuration de la fin du Moyen Âge, se compose de trois tours d'angle différentes, reliées par une série de murs-rideaux de différentes hauteurs. La tour nord-est a une section circulaire, avec une porte en arc en plein cintre ; autour d'elle se trouvent les restes de courtines qui devaient enfermer, dans le passé, un bastion ou un fort. La tour sud-est a une section carrée, tandis que celle sud-ouest est rectangulaire et plus courte que les autres.

### Fouilles archéologiques
Lors de fouilles archéologiques effectuées par le professeur Riccardo Francovich, entre 1979 et 1983, de nombreux objets furent découverts. Ils sont exposés au Centre de documentation du territoire Riccardo Francovich.

## Galerie

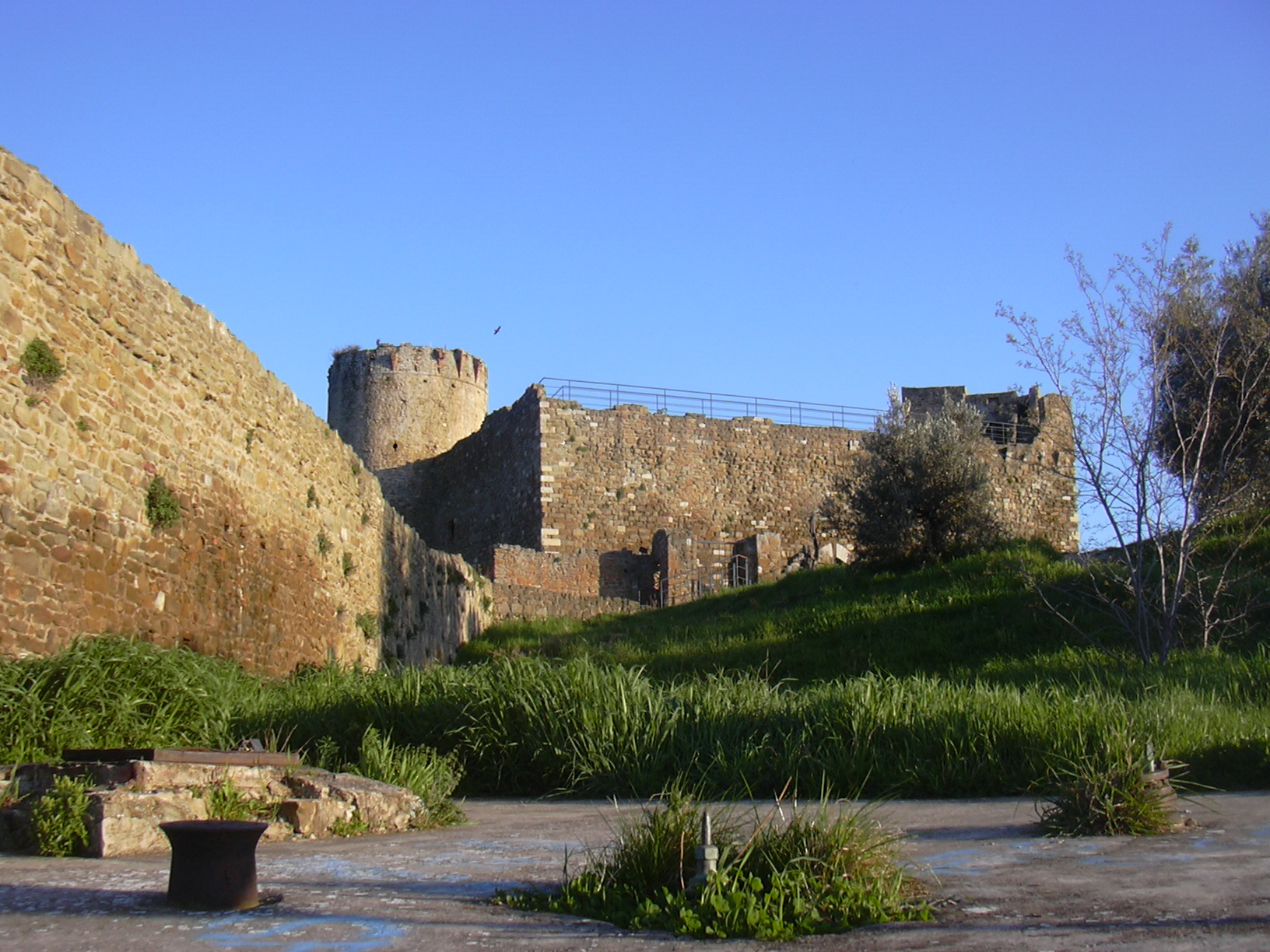
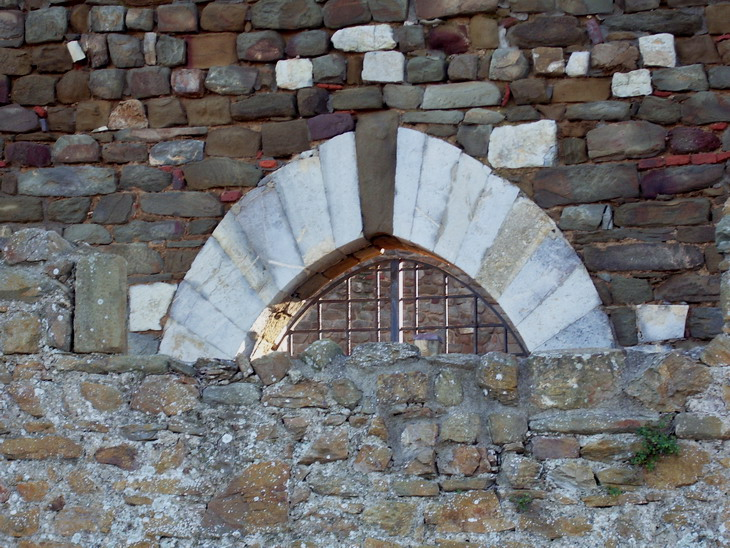
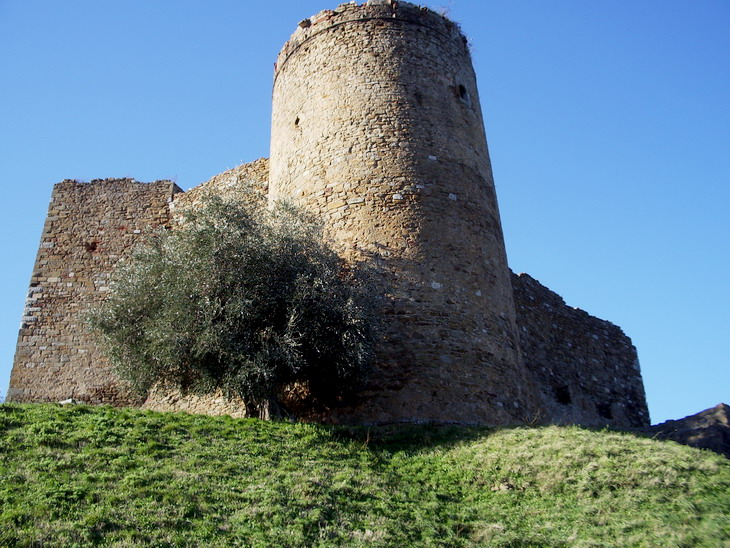
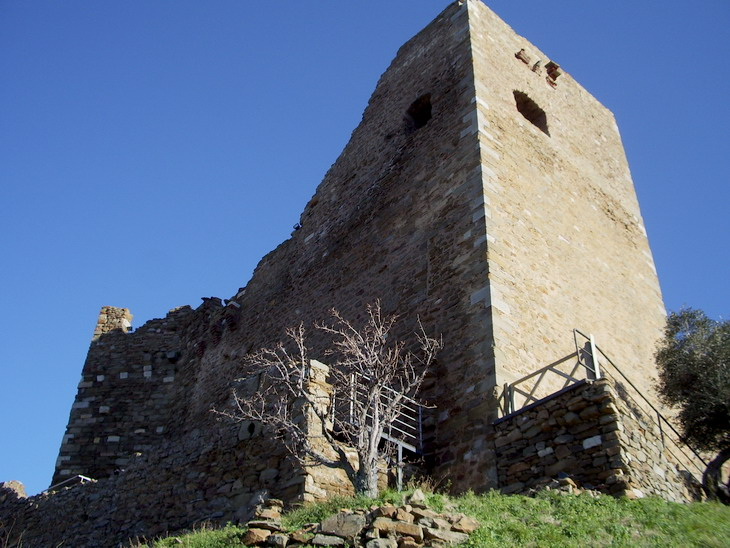